# Джироламо Риарио
Джироламо Риарио дела Ровере (на италиански: Girolamo Riario della Rovere; * 27 февруари 1443, Савона; † 14 април 1488, Форли) е господар на Имола (от 1473) и Форли (от 1480). Той служи от 1471 г. като „капитан генерал на Църквата“ (Capitano generale della Chiesa) при чичо си папа Сикст IV.

## Биография
Той е племенник (или син) на папа Сикст IV. Син е на Паоло Риарио и Бианка дела Ровере.
През 1471 г. Джироламо Риарио е водещ в папския двор. През 1472 г. сгоден за Катерина Сфорца (* 1463, † 20 май 1509), извънбрача дъщеря на Галеацо Мария Сфорца, херцог на Милано от фамилията Сфорца, и Лукреция Ландриани. През 1473 г. Сикст IV купува Имола от херцога на Милано Галеацо Мария Сфорца, и го дава на фамилията Риарио. Те се женят в Имола и през 1477 г. отиват в Рим.
През 1480 г. папата дава на Джироламо Риарио владението над Форли вместо на Орделафи. Риарио забогатява. Когато папа Сикст IV умира през август 1484 г., враговете на Риарио заговорничат срещу него с цел на неговото място да поставят Франческето Чибо, племенникът на новия папа Инокентий VIII за господар на Форли и Имола.
През 1488 г. Джироламо Риарио е убит от един слуга по поръчка на трима заговорници, когато стои на прозореца в двореца си във Форли. Хвърленият от прозореца му труп е влачен от хората по улиците. Катерина става регентка на сина им Отавиано.

## Деца
Джироламо и Катерина Сфорца имат шест деца:
- Отавиано (* 7 април 1479, Рим; † 1523), господар на Форли и Имола, епископ на Витербо (1488 – 1489)
- Чезаре (* 24 август 1480, Рим; † 18 декември 1540, Падуа), архиепископ на Пиза (1506 – 1518)
- Бианка (* 30 октомври 1481, Рим; † 1522), омъжена през 1503 г. за Троило де' Роси, граф на Сан Секондо Парменсе
- Джовани Ливио (* 30 октомври 1484, Форли)
- Галеацо Мария (* 18 декември 1485, Форли), женен през 1504 г. за Мария дела Ровере
- Франческо Сфорца (също Сфорцино) (* 17 август 1487, Имола), епископ на Лука.